# Europa-Institut
Europa-Institut (Evropský Institut) byl založen při Sárské univerzitě v roce 1951, dlouho před uzavřením Římských smluv, a je tak druhou nejstarší institucí zaměřenou na Evropskou integraci (po College of Europe, Bruggy, Belgie). Od té doby institut absolvovalo více než 5000 studentů z více než 40 zemí světa. Europa-Institut se zaměřuje na Právo Evropské unie a mezinárodní právo s možností specializace ve vybraných studijních celcích.

## Historie

### Počáteční zaměření na evropskou historii a kulturu
Europa-Institut byl založen jakožto „koruna a symbol" Sárské univerzity, která sama vznikla spojením německých a francouzských vzdělávacích tradic. Univerzita byla založena pod záštitou Univerzity v Nancy a mezi svými prvními studenty měla osobnosti jako například jednoho ze zakladatelů Evropské unie Roberta Schumana.
| „                                                                                           | Cílem a zaměřením Europa-Institutu je zkoumat Evropu budoucnosti, učit mladé lidi vzdělané tradičními metodami jednotlivých zemí o Evropě a z jednotné evropské perspektivy, a, snad v dohledné době, vytvořit hnací síly Evropy. | “ |
| — profesor Joseph-François Angelloz, první ředitel Institutu a druhý vicekancléř univerzity | |   |

Europa-Institut se zaměřil na proces Evropské integrace od samotného počátku, nabízejíc vzdělávání nezávisle na Sárské univerzitě. Mezi prvními vyučujícími byl například francouzský politik, akademik a průkopník Evropské integrace André Philip.
Na začátku studijní program obsahoval téměř všechny "Evropské obory". V letech 1951 a 1952 bylo studium zaměřeno především na literární komparatistiku, filosofii, historii a muzikologii. Právo a ekonomie hrály pouze vedlejší roli.
Postupná integrace Evropských společenství ovlivnila změnu vzdělávacího programu tak, že postupně více odrážel právní, ekonomický a politický charakter Společenství.

### Vytvoření Evropských společenství: zaměření na diplomacii
Význam Institutu rostl také s vývojem evropské integrace. Strukturální změny roku 1953 přinesly založení katedry diplomacie. Cílem této katedry bylo vzdělávat studenty se zájmem o kariéru v diplomacii nebo ve veřejném sektoru tehdy semi-autonomního Sárského regionu. Současně vzrostla výuka práva, ekonomie, kultury a došlo také k založení nezávislých jazykových kateder.
Když se Sársko stalo součástí Spolkové republiky Německa v roce 1957, Sárská univerzita převzala německý vzdělávací systém. Europa-Institut, který byl doposud institucí především kulturních a literárních studií byl v roce 1957 přeměněn na evropský výzkumný institut, jehož hlavní zaměření tkvělo v právu a ekonomii.
V polovině šedesátých let byly programy Institutu sloučeny a vznikl jediný integrovaný kurz. Zaměřen byl hlavně na otázky Evropské integrace a související nástroje a metody. Jádrem programu se staly právně zaměřené kurzy, které doplňovaly kurzy historie, politiky a ekonomie.

### Od r. 1980: zaměření na Evropské právo
V roce 1980 byl ustaven postgraduální LL.M. program European Integration (Evropská integrace).
V roce 1990 byl ustaven postgraduální MBA program European Management (Evropský management).
V současnosti je Europa-Institut modelovým programem Evropských studií a jako takový je aktivně podporován Evropskou komisí, Spolkovým ministerstvem zahraničí, Spolkovým ministerstvem vzdělávání a nadací "Stifterverband für die Deutsche Wissenschaft". Každoročně se o 75 míst uchází přibližně 500 zájemců.

## Studijní programy

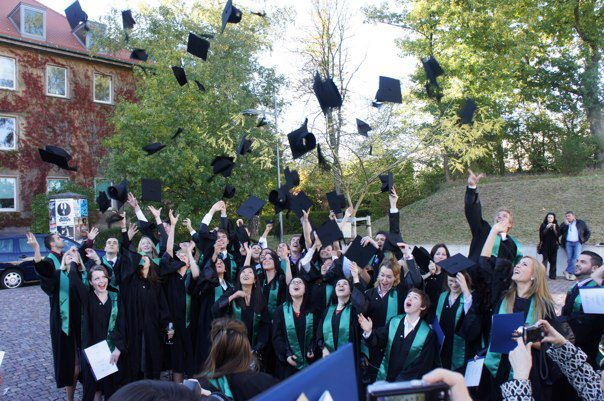
Ročník 2010/2011 oslavující promoci

### Master of European Law, LL.M.
Magisterský studijní program European Integration (Evropská integrace) je dvanáctiměsíčním prezenčním LL.M. studiem zaměřeným na hmotné, institucionální a procedurální evropské a mezinárodní právo. Pro úspěšné ukončení programu musí student získat 60 kreditů. Studium se skládá z 2 semestrů (celkem 9 měsíců, 45 kreditů) a diplomové práce (obvykle 3 měsíce, 15 kreditů).
Program nabízí následující specializace:
- International Dispute Resolution (Mezinárodní řešení sporů, od 2011, anglicky)
- Foreign Trade (Zahraniční obchod, anglicky)
- European Economic Law (Evropské hospodářské právo, anglicky)
- European Protection of Human Rights (Evropská ochrana lidských práv, německy a anglicky)
- European Management (Evropský management, německy a anglicky)
- Europäische Medienwirtschaft (Evropské mediální právo, do 2011, německy)
- Europäisches Privatrecht (Evropské soukromé právo, do 2011, německy)

Pro získání specializace musí studenti absolvovat povinné předměty daného celku a současně také alespoň 12 kreditů daného celku; na magisterském diplomu jsou pak označeny maximálně dvě dosažené specializace. Institut stejně jako univerzita používá francouzské hodnocení (0-9 neuspěl, 10-20 uspěl). Studenti s průměrem vyšším než 15 mají právo být přijati k doktorskému studiu.
V roce 2011 bylo zápisné €4,000 (€2,000 za semestr).

### Master of Business Administration, MBA
MBA program European Management (Evropský management) je zaměřen na evropský trh. Kromě znalosti angličtiny a ukončeného pregraduálního studia o nejméně 240 kreditech jsou pro přijetí nutné také alespoň 2 roky odpovídající pracovní praxe.
Program se zaměřuje především na tři aspekty: lidi (jejich potřeby & kultury), trhy a etiku (odpovědnost vůči prostředí a zaměstnancům). Skládá se z 15 studijních jednotek (9 měsíců, 45 kreditů) a diplomové práce (obvykle 3 měsíce a 15 kreditů). Kromě toho je také možnost distančního studia, které může trvat až 4 roky. Takto prodloužené studium umožňuje absolvování 15 studijních jednotek při práci, přičemž doba na sepsání diplomové práce je prodloužena na 6 měsíců.
V roce 2011 činilo zápisné €12,000 pro standardní dobu studia, €14,500 pro prodlouženou dobu studia.

## Knihovna a Evropské dokumentační centrum

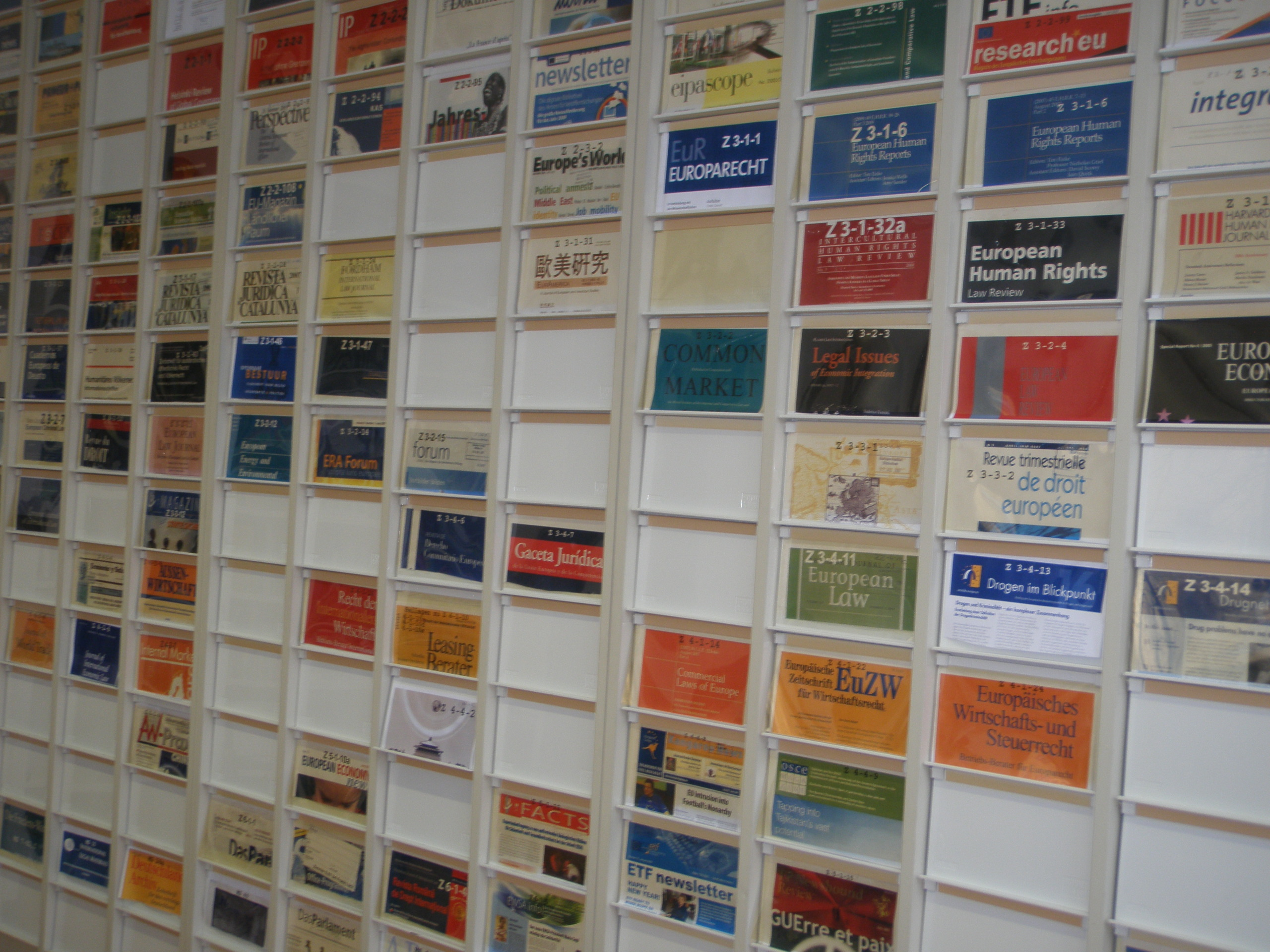
Některá z periodik dostupných v knihovně Europa-Institutu

Knihovna Institutu byla založena v roce 1951 stejně jako EI samotný. Nachází se v ní více než 60,000 svazků, 150 periodik a 40 knih s volnými listy.
Od roku 1972 se v knihovně Europa-Institutu nachází jedno z 52 Evropských dokumentačních center v Německu a z 600 celosvětově. Cílem centra je zpřístupnit (jak v rámci univerzity tak i navenek) informace o Evropské unii a podpořit výzkum a vzdělávání evropských integračních procesů.

## Časopis ZEuS
Od roku 1998 publikuje Europa-Institut svůj vlastní akademický žurnál ZEuS (Zeitschrift für europarechtliche Studien, Časopis pro evropskoprávní studia). Vychází čtvrtletně a věnuje se otázkám evropské integrace, evropského a mezinárodního práva, ale také mezinárodních aspektů ústavního práva, evropské mediální právo, evropskou ochranu lidských práv, stejně jako na evropské a mezinárodní ekonomické právo. Příspěvky jsou psány především německy, anglicky, francouzsky a španělsky.

## Ředitelé

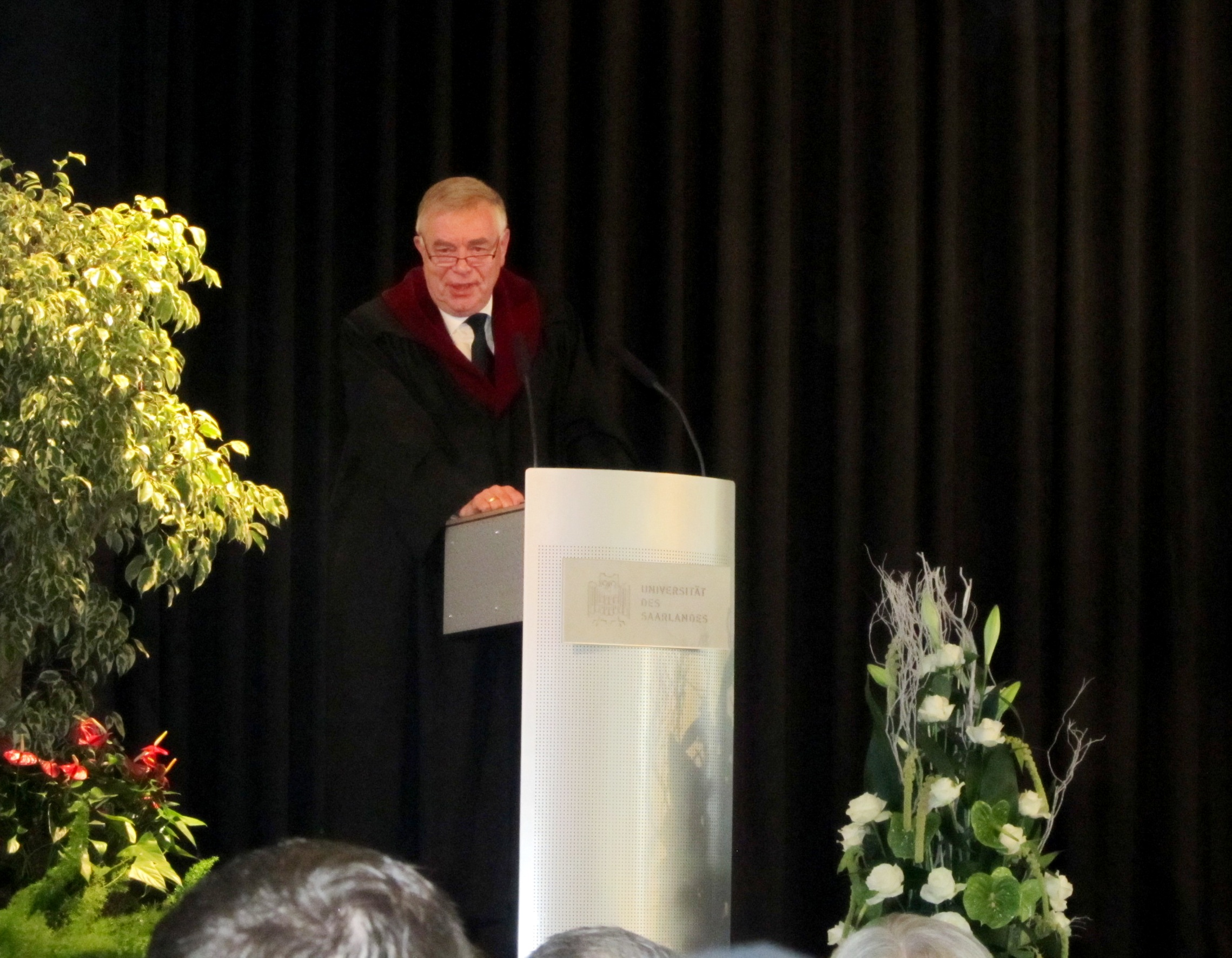
Ředitel Werner Meng řečnící v průběhu promoce

- 1951 – 1956: Joseph-François Angelloz
- 1956 – 1958: Heinz Hübner
- 1958 – 1961: Bernhard Aubin
- 1961 – 1978: Léontin-Jean Constantinesco
- 1979 – 1989: Michael R. Will
- 1979 – 1991: Georg Ress
- 1991 – 1998: Georg Ress & Torsten Stein
- 1999 – : Torsten Stein & Werner Meng